# La Ley (EP)
La Ley es un EP casete lanzado en 1988 por la banda de rock chilena La Ley, con seis canciones y cuatro remezclas. Este disco no fue oficial porque fue concebido para que la banda se hiciera conocida antes de sacar su primer disco y asegurarse de que el grupo iba a tener éxito en unos años. El grupo apostó por difundir un primer sencillo "La Luna", como lado B del vinilo la canción "Sólo Un Juego" para proyectarse en un trabajo estable. Este disco no tuvo videoclips y fue editado en cinco discos de vinilo promocionales de 45’ con dos temas cada uno que completaban todas las canciones del proyecto. 

## Historia
En cosa de aproximadamente dos semanas, en pleno 1988, y a un ritmo de creación frenético porque Shía debía retornar a España junto su familia, la cantante debió escuchar la música creada en el ‘laboratorio’ del guitarrista Andrés Bobe y el tecladista Rodrigo ‘Coti’ Aboitiz, quienes buscaban dar un paso adelante en la escena musical chilena con un proyecto nunca antes visto y oído hasta entonces, el cual poseía sonido de vanguardia. Su misión era ponerle melodía y letras a la música, la cual ya tenía arreglos. Al menos eso hablaron con Shía.
El incipiente proyecto era apoyado por Carlos Fonseca, mánager de Los Prisioneros y quien en ese entonces era novio de Arbulú, y antes había avizorado el potencial creativo de la dupla Bobe-Aboitiz. Fonseca reunió a los tres y se consiguió la posibilidad de grabar un EP, lo que en la jerga musical significa ‘Extended Play’ y que es más largo que un sencillo y más corto que un disco o LP, denominado ‘Long Play’.
El trío no tenía nombre para darse a conocer y fue la propia Shía, quien luego de anotar una larga lista en una hoja de cuaderno decenas de posibilidades, le presentó el apelativo ‘La Ley’ a Bobe y Aboitiz, basado en el segundo disco de la banda de culto de la movida madrileña ‘Radio Futura’, denominado ‘La Ley del Desierto, La Ley del mar’. La sugerencia convenció a todos, tomó forma y finalmente pasó a la posteridad. Luego de terminar el EP, Shía retornó con su familia a España. El proyecto de la primera Ley no prosperó y finalmente quedó como un bello recuerdo.
El listado de temas del casete comprende en su lado 1, seis canciones Sólo Un Juego, La Luna, A Veces, Buscándote, Ángel y Sígueme, mientras que en su lado 2, contiene cuatro temas remezclados y un tema instrumental La Luna (Remix), Sólo Un Juego (Remix), Buscándote (Remix), Ángel (Instrumental). 
Los sencillos lanzados para ser promocionados en radios y en formato vinilo de 45’ su orden fue el siguiente: Sólo Un Juego / Sólo Un Juego (Remix), La Luna / La Luna (Remix), Buscándote / Buscándote (Remix), A Veces / Sígueme Y Ángel / Ángel (Instrumental).
En el año 2011 fueron reeditadas las canciones Sólo Un Juego, La Luna y A Veces, en un disco recopilatorio denominado AB en tributo al fallecido Andrés Bobe. El disco producido por Fusión Producciones y con la autorización de la familia Bobe, actualmente descatalogado sólo se encuentra disponible en sitios de música streaming.
 

## Lista de canciones
| La Ley |                         |                                           |          |  |
| N.º    | Título                  | Escritor(es)                              | Duración |  |
| 1.     | «Sólo un Juego»         | Shía Arbulú, Andrés Bobe, Rodrigo Aboitiz | 4:28     |  |
| 2.     | «La Luna»               | Shía Arbulú, Andrés Bobe, Rodrigo Aboitiz | 3:57     |  |
| 3.     | «A Veces»               | Shía Arbulú, Andrés Bobe, Rodrigo Aboitiz | 3:36     |  |
| 4.     | «Buscándote»            | Shía Arbulú, Andrés Bobe, Rodrigo Aboitiz | 3:25     |  |
| 5.     | «Ángel»                 | Shía Arbulú, Andrés Bobe, Rodrigo Aboitiz | 4:01     |  |
| 6.     | «Sígueme»               | Shía Arbulú, Andrés Bobe, Rodrigo Aboitiz | 4:35     |  |
| 7.     | «La Luna (Remix)»       | Shía Arbulú, Andrés Bobe, Rodrigo Aboitiz | 6:17     |  |
| 8.     | «Sólo un Juego (Remix)» | Shía Arbulú, Andrés Bobe, Rodrigo Aboitiz | 6:30     |  |
| 9.     | «Buscándote (Remix)»    | Shía Arbulú, Andrés Bobe, Rodrigo Aboitiz | 4:41     |  |
| 10.    | «Ángel (Instrumental)»  | Shía Arbulú, Andrés Bobe, Rodrigo Aboitiz | 2:25     |  |

## Créditos

### La Ley
- Shía Arbulú - voz
- Andrés Bobe - guitarra, teclados
- Rodrigo Aboitiz - teclados

### Personal
- Carlos Fonseca - producción, fotografía
- Óscar López - grabación y mezcla
- Francisco Peralta - asistente